# Station Kessel
Station Kessel is een onbemand spoorwegstation (of stopplaats) langs spoorlijn 15 in de wijk Kessel-Statie in Kessel, een deelgemeente van Nijlen. In Kessel stoppen tijdens de week enkel stoptreinen en piekuurtreinen. Tijdens het weekend stopt de IC-trein Antwerpen-Turnhout hier ook want dan is er geen L-trein.
De perrons liggen in bajonetligging ten opzichte van de overweg op de Emblemsesteenweg/Stationssteenweg.
Het stationsgebouw was van het type 1893 R4 en werd gebouwd in 1896.
Het station beschikt over een ruime fietsenstalling.

## Treindienst
| Serie       | Treinsoort               | Route                                                                      | Bijzonderheden                                         |
| ----------- | ------------------------ | -------------------------------------------------------------------------- | ------------------------------------------------------ |
| IC 30       | Intercity (NMBS)         | Turnhout – Kessel – Antwerpen-Centraal                                     | Stopt op werkdagen niet tussen Herentals en Lier.      |
| S 33        | S-trein Antwerpen (NMBS) | Antwerpen-Centraal – Kessel – Herentals – Mol                              | Rijdt alleen op werkdagen.                             |
| P 4150      | Piekuurtrein (NMBS)      | Antwerpen-Centraal – Lier – Kessel – Herentals                             | Rijdt alleen op werkdagen. Sommige treinen vanaf Lier. |
| P 7205/8205 | Piekuurtrein (NMBS)      | Mol – Kessel – Mechelen – Brussel-Zuid                                     | Rijdt alleen op werkdagen.                             |
| P 7260/8260 | Piekuurtrein (NMBS)      | Antwerpen-Centraal – Lier – Kessel – Herentals                             | Rijdt alleen op werkdagen. Sommige treinen vanaf Lier. |
| P 8220      | Piekuurtrein (NMBS)      | [ Hamont – Kessel – ] / [ Essen – Antwerpen-Centraal – ] Leuven – Heverlee | Een trein op zondagavond.                              |

## Galerij

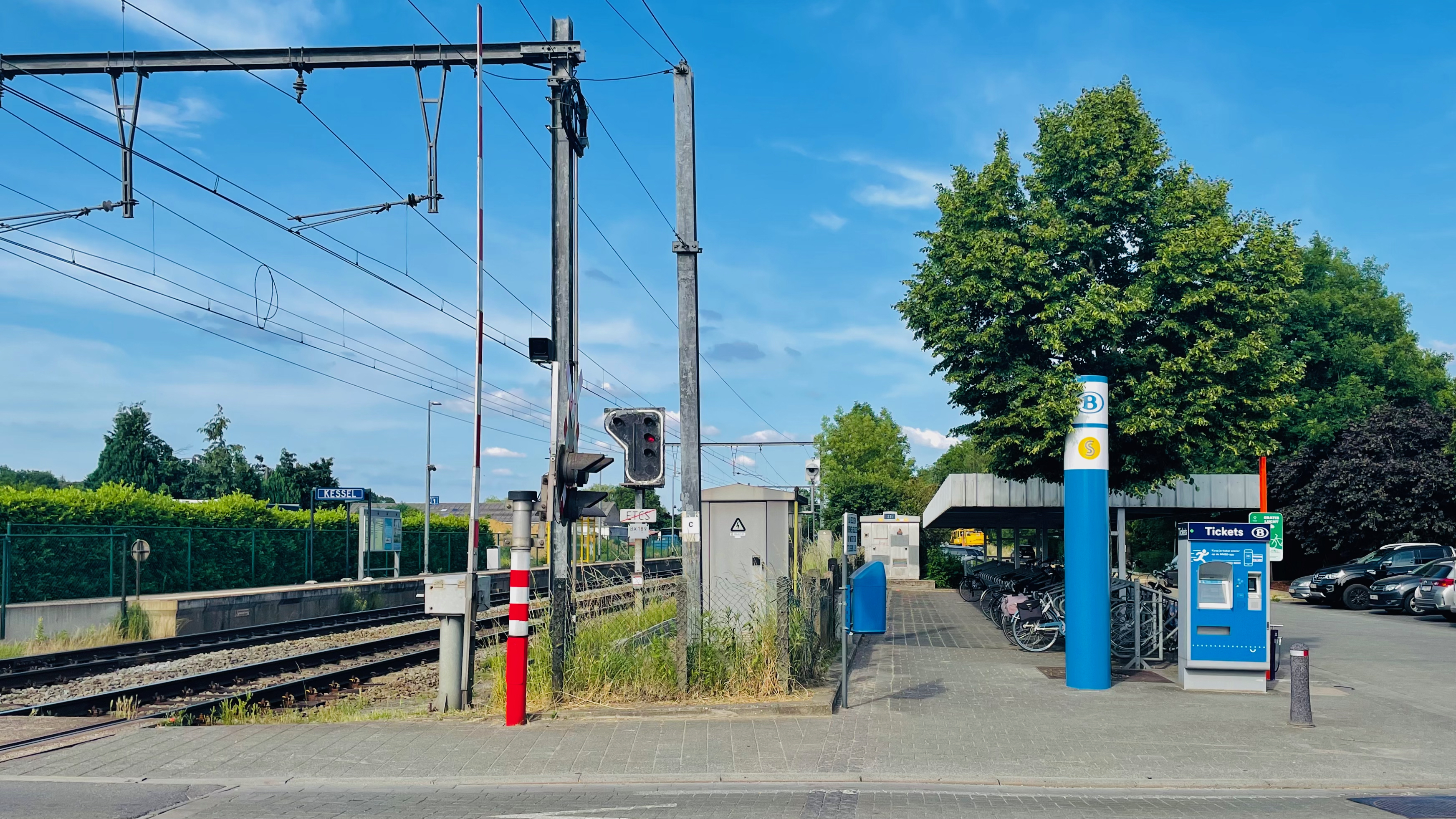
Overweg aan het station
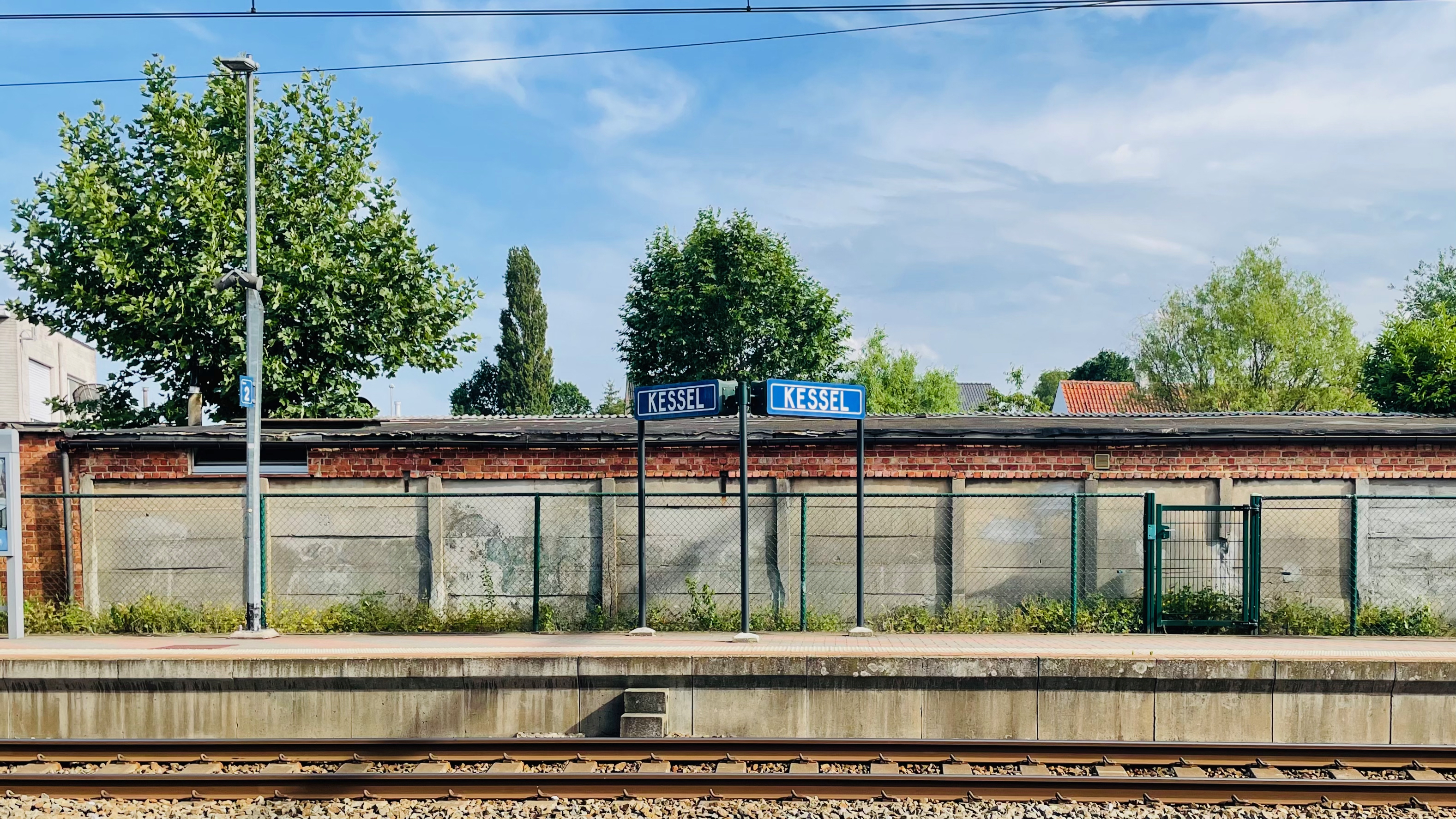
Plaatsnaambord op het perron
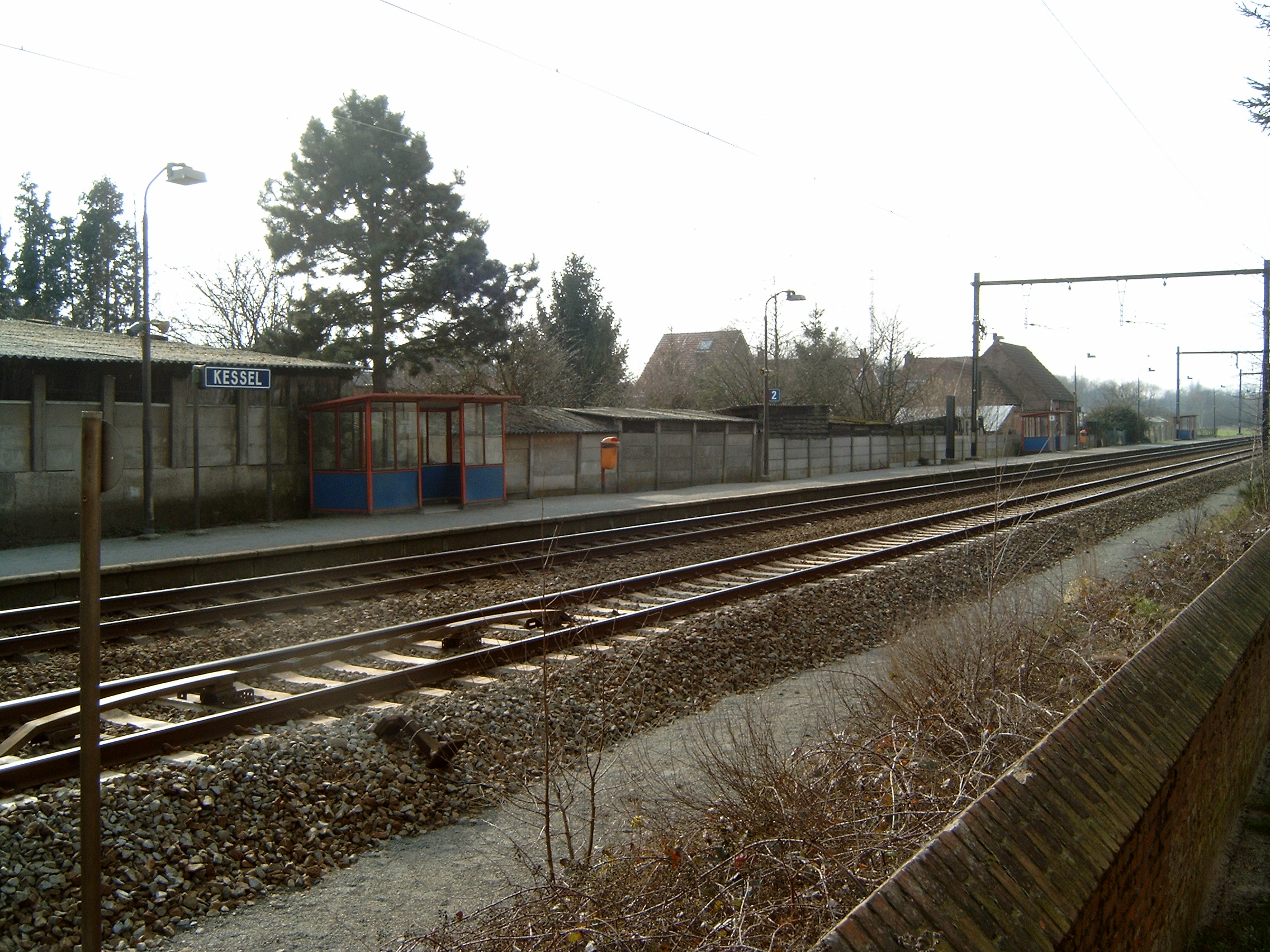
Station Kessel in 2007

## Reizigerstellingen
De grafiek en tabel geven het gemiddeld aantal instappende reizigers weer op een week-, zater- en zondag.
| Tabel: aantal instappende reizigers station Kessel | Tabel: aantal instappende reizigers station Kessel | Tabel: aantal instappende reizigers station Kessel | Tabel: aantal instappende reizigers station Kessel |
|                                                    | Weekdag                                            | Zaterdag                                           | Zondag                                             |
| -------------------------------------------------- | -------------------------------------------------- | -------------------------------------------------- | -------------------------------------------------- |
| 1977                                               | 162                                                | 10                                                 | -                                                  |
| 1978                                               | 159                                                | 5                                                  | 2                                                  |
| 1979                                               | 151                                                | 3                                                  | -                                                  |
| 1980                                               | 198                                                | 2                                                  | 1                                                  |
| 1981                                               | 235                                                | 44                                                 | 35                                                 |
| 1982                                               | 212                                                | 57                                                 | 27                                                 |
| 1983                                               | 232                                                | 46                                                 | 60                                                 |
| 1984                                               | 273                                                | 77                                                 | 38                                                 |
| 1985                                               | 301                                                | 70                                                 | 44                                                 |
| 1986                                               | 286                                                | 67                                                 | 64                                                 |
| 1987                                               | 308                                                | 79                                                 | 47                                                 |
| 1988                                               | 376                                                | 83                                                 | 58                                                 |
| 1989                                               | 389                                                | 61                                                 | 37                                                 |
| 1990                                               | 315                                                | 77                                                 | 49                                                 |
| 1991                                               | 328                                                | 111                                                | 68                                                 |
| 1992                                               | 317                                                | 79                                                 | 57                                                 |
| 1993                                               | 286                                                | 86                                                 | 79                                                 |
| 1994                                               | 335                                                | 87                                                 | 98                                                 |
| 1995                                               | 313                                                | 80                                                 | 75                                                 |
| 1996                                               | 301                                                | 74                                                 | 56                                                 |
| 1997                                               | 404                                                | -                                                  | -                                                  |
| 1998                                               | 343                                                | 84                                                 | 72                                                 |
| 1999                                               | 171                                                | 100                                                | 62                                                 |
| 2000                                               | 233                                                | 86                                                 | 62                                                 |
| 2001                                               | 200                                                | 85                                                 | 76                                                 |
| 2002                                               | 181                                                | 92                                                 | 56                                                 |
| 2003                                               | 194                                                | 94                                                 | 80                                                 |
| 2004                                               | 227                                                | 62                                                 | 62                                                 |
| 2005                                               | 219                                                | 110                                                | 76                                                 |
| 2006                                               | 293                                                | 72                                                 | 69                                                 |
| 2007                                               | 338                                                | 158                                                | 84                                                 |
| 2008                                               | -                                                  | -                                                  | -                                                  |
| 2009                                               | 321                                                | 96                                                 | 49                                                 |
| 2010                                               | -                                                  | -                                                  | -                                                  |
| 2011                                               | -                                                  | -                                                  | -                                                  |
| 2012                                               | 401                                                | 125                                                | 100                                                |
| 2013                                               | 435                                                | 123                                                | 86                                                 |
| 2014                                               | 399                                                | 125                                                | 98                                                 |
| 2015                                               | 394                                                | 110                                                | 75                                                 |
| 2016                                               | 410                                                | 118                                                | 93                                                 |
| 2017                                               | 442                                                | 163                                                | 112                                                |
| 2018                                               | 401                                                | 165                                                | 127                                                |
| 2019                                               | 443                                                | 146                                                | 141                                                |
| 2020                                               | 232                                                | 94                                                 | 115                                                |
| 2021                                               | -                                                  | -                                                  | -                                                  |
| 2022                                               | 418                                                | 213                                                | 192                                                |
| 2023                                               | 449                                                | 256                                                | 249                                                |
| 2024                                               | 441                                                | 205                                                | 204                                                |

## Bussen
| Buslijn     | Traject |
| ----------- | --- |
| 154         | Kessel station - Kloosterheide - Markt - Lisp |
| 3           | Lier station - Kessel - Emblem |
| Flexvervoer | Heist-op-den-Berg - Nijlen - Herenthout |
| 859         | Lier station-kessel gemeentehuis-nijlen station-KESSEL GROESHOEVE-emblem stapstraat-broechem van de nestlaan-Ranst lieve-vrouwestraat (Aan halte Kessel Groeshoeve 200m verderop) |

(tabel met alle buslijnen in Kessel (Nijlen))
1,3: Krijgsbaan ·
2,8: Liersebaan ·
3,9: Boechout ·
4,9: Vos ·
6,4: Boshoek ·
9,3: Lier ·
11,1: Lisp ·
12,8: Kessel ·
16,3: Nijlen ·
21,9: Bouwel ·
24,1: Wolfstee ·
26,4: Herentals-Kanaal ·
28,0: Herentals ·
34,0: Olen ·
37,1: Larum ·
40,1: Geel ·
46,5: Millegem ·
49,3: Mol ·
54,0: Balen ·
Ingene-Immer ·
62,8: Leopoldsburg ·
Beverlo ·
68,0: Beringen-Mijn ·
71,2: Beringen ·
74,6: Heusden ·
78,0: Zolder ·
80,2: Houthalen ·
83,3: Kolveren ·
84,9: Zonhoven ·
86,6: Zonhoven-Badplaats